# Evil Genius
Evil Genius (рус. Злой гений) — компьютерная игра в жанре RTS Elixir Studios. Игра была выпущена в продажу компанией Sierra Entertainment 28 сентября 2004-го года. По геймплею, игра довольно сильно напоминает игры компании Bullfrog Productions (например, Dungeon Keeper и Theme Hospital).

## Игровой процесс
Как и в Dungeon Keeper, игрок принимает роль злодея — злого гения. Его (или её) организация (которая в игре называется просто «злая организация»), чья цель — мировое господство. Злой гений управляет всей организацией из своего «злого логова» построенного внутри горы на необитаемом острове. Игра зачастую пародирует популярные шпионские фильмы, например серии фильмов о Джеймсе Бонде и Остине Пауэрсе. Звуковая дорожка игры, автором которой является Джеймс Хэннигэн (англ. James Hannigan), также напоминает саундтрек к бондиане.

### Характеристики
У Злого Гения, его миньонов и приспешников, а также агентов и супер-агентов есть несколько характеристик, величина которых показывает, насколько хорошо обучен миньон или агент, следовательно, насколько трудно сделать его неспособным к дальнейшим действиям:
- Здоровье.
- Лояльность
- Внимательность
- Сообразительность
- Усталость

### Миньоны
На службе у Злого Гения может находиться множество миньонов, количество которых зависит от количества шкафчиков для личных вещей в помещениях-казармах и от количества дурной славы, которую Гений приобрёл при выполнении его Организацией актов злодеяния или попадания агентов в непростую систему ловушек, или насмехательства Гением над пленными агентами. За общим количеством миньонов и максимально возможным их количеством помогает следить Окно Миньонов.
Миньоны подразделяются на:
- Строителей
- Лакеев
- Корреспондентов
- Дипломатов
- Плейбоев
- Техников
- Учёных
- Квантовых физиков
- Биохимиков
- Охранников
- Наёмников
- Снайперов
- Мастеров Боевых Искусств

### Приспешники
Приспешники — особый тип подчинённых Злому Гению людей. Их здоровье позволяет им выдержать сразу несколько атакующих его агентов, а урон их довольно велик. Они могут помогать миньонам вершить акты злодеяния или патрулировать базу.
Все приспешники имеют три жизни, которые вычитаются после того, как на базе он был убит супер-агентом. Если жизни закончатся, то приспешник безвозвратно погибнет. Однако он может «погибать» бесконечное количество раз от рук агентов как на Базе, так и на Карте Мира, поскольку они нацелены на получения большого количества урона. Если такая «смерть» настигнет приспешника — он просто упадёт без сознания, и обнаруживший его миньон отнесёт его в Казармы, где он в безопасности может восстановиться.
Все приспешники обладают способностью Позвать миньонов, чтобы получить поддержку в бою с агентами. Кроме неё присутствуют ещё две способности, уникальные для каждого приспешника. Для их приобретения, приспешники должны заработать достаточно очков опыта, получаемых после убийства агентов. Количество получаемого с одного убитого опыта зависит от типа агента, степени его обученности и организации, которой он принадлежит.
В списке ниже представлены некоторые приспешники, присутствующие в игре:
- Дзюбей (англ. Jubei) — начальный приспешник Максимильяна. Бывший уборщик престижного токийского додзё, в конце концов, допущенный к обучению. В бою пользуется катаной.
- Эли Барракуда (англ. Eli Barracuda) — начальный приспешник Алексис. Рождённый в нью-йоркском гетто, Эли вырос из простого школьника-рекетира в преступного короля всего Нью-Йорка. В бою пользуется пистолетом.
- Лорд Кейн (англ. Lord Kane) — начальный приспешник Шен Ю. Дерётся врукопашную.

### Силы правосудия
Мир игры разделён на регионы под контролем правительственных противотеррористических агентств:
- С. А. Б. Л. Я. (англ. S.A.B.R.E.) — Европа, ЮАР, Австралазия и Индия
- П. А. Т. Р. И. О. Т. (англ. P.A.T.R.I.O.T.) — США, Канада, Мексика, Япония, Южная Корея и Тайвань
- Н. А. К. О. В. А. Л. Ь. Н. Я. (англ. A.N.V.I.L.) — Китай и Юго-Восточная Азия
- М. О. Л. О. Т. (англ. H.A.M.M.E.R.) — Социалистический лагерь
- У. Д. А. Р. (англ. S.M.A.S.H.) — Африка, Средний Восток, Латинская Америка и Антарктида

Каждое агентство будет посылать агентов на тайный остров игрока, чтобы подрывать его криминальную деятельность. По мере продвижения игрока в мире преступности, агентства будут посылать более опытных и опасных агентов (присутствует следующая градация: Агенты -> грабитель -> саботажник -> солдат).

### Суперагенты
У каждого агентства есть свой суперагент, который включает в себя черты двух обычных агентов. Суперагентов невозможно убить обычным способом; но позже появится возможность их убрать с помощью спец-задания.
- Мариана Мамба (Mariana Mamba): суперагент У. Д. А. Р.а; она может заставить работников потерять всякую лояльность к злому гению.
- Джет Чан (Jet Chan): суперагент агентства Н. А. К. О. В. А. Л. Н. Я. — мастер боевых искусств, способный уворачиваться от пуль.
- Екатерина Морозова (Catarina Frostonova): суперагент М. О. Л. О. Т.а; она может стать невидимой для других персонажей.
- Дирк Мастерс (Dirk Masters): суперагент П. А. Т. Р. И. О. Т.а; вооружён двумя огромными пулемётами в стиле Рэмбо.
- Джон Стил (John Steel): суперагент агентства С. А. Б. Л. Я.; он может случайным образом изменить уровень тревоги на базе и уровни допуска на дверях.

### Акты злодеяний
Акты злодеяний (или Миссии) — задания которые выполняются через экран мирового господства (карту мира, сухопутная часть которого разделена на 20 регионов). Регионы обозначаются разными цветами, в зависимости от того, какая организация сил правосудия их контролирует.
Цели актов злодеяний довольно разнообразны: кража предметов искусства, которые могут повысить характеристики подчинённых, пока они находятся в области влияния этого предмета; похищение людей, требующихся для получения новых типов миньонов; сеяние хаоса, повышающее дурную славу Злого Гения.
Среди актов злодеяния встречаются и имеющие роль в развитии сюжета, либо необходимые для выполнения дополнительного задания, либо необходимые для получения нового приспешника — они будут отмечены на Экране Мирового Господства более ярким свечением, чем у обычных миссий.
По десятибалльной шкале определяется уровень риска задания — вероятность того, что определённое число миньонов во время или после выполнения задания погибнет. Помочь справиться с трудностями рискованных миссий могут военные миньоны. Уровень риска повышают агенты, которые в случайный момент времени могут быть в регионе, или супер-агенты, которые, если они не были отправлены на остров, постоянно патрулируют подконтрольные их организациям регионы, часто посещая те из них, в которых миньоны выполняют миссии.

## Оценки
| Сводный рейтинг       | Сводный рейтинг |
| Агрегатор             | Оценка          |
| --------------------- | --------------- |
| GameRankings          | 78,21 %         |
| Metacritic            | 75/100          |
| Иноязычные издания    |                 |
| Издание               | Оценка          |
| 1UP.com               | B-              |
| CVG                   | 8,4/10          |
| Eurogamer             | 7/10            |
| GameSpot              | 7,3/10          |
| GameSpy               | [ 8 ]           |
| IGN                   | 7,8/10          |
| Русскоязычные издания |                 |
| Издание               | Оценка          |
| Absolute Games        | 79 %            |
| «Игромания»           | 9,0/10          |
| «ЛКИ»                 | 7,4/10          |

## Наследие
Со 2 марта 2006 года, права на интеллектуальную собственность игры принадлежат Rebellion Developments.
8 августа 2013 года, Rebellion Developments объявила в своём официальный Твиттере, что идёт работа над игрой под названием Злой Гений Онлайн. В настоящее время игра находится в открытом бета тестировании, в качестве игры в Facebook.
В 2017 году Rebellion Developments представила Evil Genius 2, в июне 2020 года в рамках PC Gaming Show 2020 первый трейлер с игровым процессом проекта, теперь называющегося Evil Genius 2: World Domination. Вышла в свет 2021 году.